# 高码乡 (营山县)
高码乡，是中华人民共和国四川省南充市营山县曾经下辖的一个乡。2019年10月，撤销高码乡，将其所属行政区域划归蓼叶镇管辖。

## 行政区划
高码乡撤销前下辖以下地区：
太阳村、石墙村、梅垭村、途中村、阳关村、毛官村、锣厂村、磨型村和二郎村。